# کندوسر
کندوسر، روستایی است از توابع بخش کجور شهرستان نوشهر در استان مازندران ایران.

## جمعیت
این روستا در دهستان پنجک‌رستاق قرار دارد و براساس سرشماری مرکز آمار ایران در سال ۱۳۸۵، جمعیت آن ۴۸ نفر (۱۳خانوار) بوده‌است. مردم کندوسر از قومیت طبری هستند. مردم کندوسر به زبان طبری با گویش کجوری سخن می‌گویند.